# رزمغاه عليا
رزمغاه عليا (بالفارسية: رزمگاه علیا) هي قرية تقع في قسم سفيدسنغ الريفي في إيران. يقدر عدد سكانها بـ 124 نسمة بحسب إحصاء 2016.